# Gunnar B. Stickler
Gunnar B. Stickler, född den 13 juni 1925, död den 4 november 2010, var en tyskfödd amerikansk pediatriker, mest känd för sitt arbete med Sticklers syndrom.
Gunnar B. Stickler föddes 1925 i Peterskirchen, Tyskland. Han var son till praktiserande läkaren Fritz Stickler och hans hustru fil. dr Astrid, född Wennerberg, och dotterson till Brynolf Wennerberg den yngre. Stickler studerade medicin vid universiteten i Wien,  Erlangen och München och tog läkarexamen 1949. Emigrerade 1951 till USA. Under de första åren ägnade han sig bland annat åt cancerstudier vid Roswell Park Cancer Institute i Buffalo, New York. 1958 blev  Stickler anställd vid Mayokliniken där han arbetade i 32 år. Stickler hade även flera viktiga uppdrag inom barnhälsovården. 1965 beskrev Stickler och hans kollegor ärftlig progressiv artro-oftalmopati vilket senare kom att kallas Sticklers syndrom. 1969 blev Stickler professor i pediatrik och har författat eller medförfattat över 200 vetenskapliga artiklar. Bland annat om öroninflammation, cykliska kräkningar och föräldrars oro för sina barns hälsa. I slutet av 1980-talet började Stickler arbeta med stödgruppen Stickler Involved People.